# 하아레츠
하아레츠(히브리어: הארץ, 영어: Haaretz)는 이스라엘의 신문이다. 신문의 명칭 하아레츠는 직역하면 '땅'이며, 세계에 망명하고 있던 유대인 사이에서 고국 이스라엘을 가리키는 단어로 사용되고 있었다.

## 개요
논조는 중도좌파로, 노동당에 가깝다고 한다. 전체적으로는 시오니즘에 속해있지만 일부 기사는 팔레스타인 측에 선 포스트 시오니즘의 관점도 보인다.
2003년 총선 전에 아리엘 샤론 총리가 1999년 리쿠드 당수 선거 때 두 아들을 남아프리카 공화국의 사업가로부터 150만 달러 상당의 어둠 헌금 수수를 특종 보도 한 것으로도 잘 알려져 있다.

## 같이 보기
- 이스라엘의 경제